# Deliverance (película)
Deliverance (Defensa en España, Amarga pesadilla en México y Perú,  Liberación en  Bolivia y La violencia está en nosotros en Argentina y Uruguay) es una película estadounidense de 1972 del género thriller-drama producida y dirigida por John Boorman y protagonizada por Jon Voight, Burt Reynolds, Ned Beatty y Ronny Cox. El film está basado en la novela homónima de James Dickey, quien tiene un pequeño papel como sheriff en la película. El guion fue escrito por el propio Dickey y por Boorman, quien no figuró en los créditos.
La supervivencia y el contacto íntimo con la naturaleza, presentes en otras películas de John Boorman como Infierno en el pacífico y La selva esmeralda, son los temas principales.
La película fue nominada a 3 Premios Óscar (entre ellos el de mejor película) y a 5 Globos de Oro (incluido el de mejor película dramática), no logrando ninguno de estos galardones.

## Producción
Deliverance fue rodada mayormente en los estados de Georgia, Carolina del Sur y Carolina del Norte (EE. UU.). El tema más famoso de la película, "Dueling Banjos", fue un éxito y llegó a ganar un disco de oro que Boorman guardaba en su casa hasta que fue robado por Martin Cahill, el delincuente irlandés cuya vida contaría en la película de 1998 The General.

## Argumento
Cuatro empresarios de Atlanta: Ed Gentry (Jon Voight), Lewis Medlock (Burt Reynolds), Bobby Trippe (Ned Beatty) y Drew Ballinger (Ronny Cox) deciden descender un río en piragua en el remoto norte del estado de Georgia y disfrutar del paraje natural antes de que el valle del río (llamado ficticiamente Cahulawassee) sea inundado por la construcción de una represa generadora eléctrica. Lewis, experimentado amante de la naturaleza, cazador y aventurero, es el líder de la aventura. Ed también ha viajado alguna vez con Lewis, pero Bobby y Drew son principiantes.
Los cuatro hombres tienen sus diferencias en su encuentro con los habitantes del valle, algunos de ellos particularmente salvajes. Los lugareños sospechan de los hombres de ciudad, les preguntan si son miembros de la empresa eléctrica, mientras que estos hombres de clase media actúan como si fueran superiores a los locales, pobres y con una ínfima educación; Bobby es especialmente desdeñoso con la naturaleza pobre y tosca de los habitantes locales. A pesar de ello, Drew comienza a tocar la guitarra y empatiza con un discapacitado mental del pueblo, que resulta ser un auténtico fenómeno tocando el banjo. Entre los dos realizan una impresionante batalla improvisada de banjos, pero el chico rehúsa darle la mano cuando terminan la bonita batalla, lo que Drew encuentra extraño, y más cuando el chico había estado sonriendo momentos antes. El chico aparece en un puente peatonal sobre el río momentos después, justo cuando los hombres están comenzando su viaje. Este mira misteriosamente a los hombres, que ya comienzan su viaje, lo cual Drew vuelve a encontrar inquietante y sospecha de él.
Cuando deciden pasar su primera noche en el valle, Drew investiga un extraño ruido en el bosque colindante, pero vuelve sin haber encontrado nada. Al día siguiente, la canoa de Bobby y Ed se adelanta durante el viaje y paran a descansar en la orilla del río. Los dos son abordados por un par de rústicos montañeses (hillbillies) quienes, a punta de rifle de caza, atan a Ed a un árbol y violan a Bobby ordenándole "gruñir como un cerdo". En el momento en que los agresores se preparan para violar a Ed, Lewis y Drew aparecen en escena, Lewis mata al violador de Bobby con una flecha de su arco de caza, mientras el otro rústico logra escapar.
Los hombres discuten sobre como enfrentarse a la situación. Drew insiste en que su deber es acudir a la policía y contarles el incidente, pero Lewis propone enterrar el cuerpo alegando que la inundación del valle en los próximos días cubrirá toda prueba que pueda incriminarles y el hombre que ha escapado no acudirá a la policía dada su participación en la violación, la intimidación y amenaza de asesinar. Defiende que los dos hombres eran amigos y si se les ocurre acudir a la policía, cualquier juez les condenaría escuchando las testificaciones de los locales, que muchas veces son familiares entre ellos. Ed está de acuerdo con Lewis, ya que le ha salvado la vida. Bobby, quien no quiere que salga a la luz su violación, también vota por enterrar el cuerpo y respalda el plan de Lewis.
Los cuatro aventureros deciden ir río abajo a toda prisa con tal de acortar su viaje y para escapar de los salvajes, pero pronto el desastre les alcanza: Drew es disparado de lejos por el  rústico montañés que huyó y cae de la canoa en un tramo peligroso de rápidos y muere haciendo que Ed, su compañero en la canoa, y sus compañeros en la otra, pierdan el control y se estampen contra las rocas. Las consecuencias son devastadoras: Drew ya muerto desaparece en el río, pierden una canoa y Lewis se rompe el fémur con una fractura expuesta. Lewis, ya en la orilla con Ed y Bobby, cree que el agresor que escapó sigue por el bosque y ha disparado a Drew. Esa noche, Ed escala con un arco y dos flechas hasta la parte más alta de la zona para encontrar al salvaje y atacarlo desde una posición más elevada. 
A la mañana siguiente ya en la cima del acantilado Ed logra ver al mismo salvaje lugareño que los atacó antes; Ed, nervioso, dispara una flecha contra el agresor quien herido le responde con otro disparo fallido y Ed, a punto de deslizarse por las rocas, se clava la flecha restante en el costado. Al momento, Ed se saca la flecha, inspecciona el cuerpo que recibió el disparo de la flecha y descubre que el hombre es el mismo salvaje que los atacó, pero que ahora se puso dentadura postiza. Ed vuelve con el cuerpo del rústico y salvaje muerto desde el acantilado a la orilla, donde están Bobby y Lewis, este último delirando por el frío y la fiebre, quienes identifican  el cuerpo del salvaje y delincuente lugareño que los atacó anteriormente y lo hunden en el río. Los hombres reemprenden su viaje desesperados y descubren el cuerpo de Drew entre dos rocas río abajo.
Finalmente, consiguen llegar a su destino al costado del río, el puerto de Aintry, pueblo que está siendo reubicado porque muy pronto quedará inundado por la presa. El sheriff local parece sospechar algo extraño en la historia sobre el ahogamiento de Drew relatado por los tres hombres, porque es avisado de una denuncia: el cuñado de un hombre del pueblo ha desaparecido cuando estaba cazando en el área de caza permitida, es el hombre asesinado por Ed con una flecha desde el acantilado. Aun así, el sheriff no tiene pruebas de alguna participación en su desaparición y deja marchar a los tres hombres de regreso a la ciudad, quienes mantendrán el secreto de lo ocurrido durante el resto de sus vidas.
En la escena final, la represa forma un lago, y Ed se despierta sobresaltado por una pesadilla en la que aparece la mano de un hombre muerto surgiendo del agua en el lago recién formado por la represa eléctrica.

## Recepción y crítica
Considerada como una de las mejores películas de la historia por muchos, destaca en ella la memorable escena musical del duelo de banjos que abre la película al inicio. Fue bien recibida por los críticos y reconocida como una de las grandes películas de 1972, y el diario The New York Times la consideró una de las «1.000 mejores películas de todos los tiempos». El film consiguió un 94% en Rotten Tomatoes.
Deliverance fue todo un éxito en las taquillas estadounidenses, convirtiéndose en el quinto film más rentable de 1972 junto a títulos como El padrino, tras recaudar un total de 46 millones de dólares en el ámbito nacional. El éxito financiero del film continuó durante el año siguiente logrando una suma de 18 millones de dólares en Estados Unidos.
El crítico Roger Ebert, del Chicago Sun-Times, hizo una crítica negativa: «Dickey, quien escribió la novela original y el guion, agrega a este argumento un montón de simbolismo. Está, claramente, bajo la impresión de que está contando algo sobre la naturaleza del hombre y la habilidad de los hombres especialmente civilizados para sobrevivir en retos primitivos.[...] Pero no creo que esto funcione de este modo.[...] Lo que en la película falla totalmente es en intentar hacer algún tipo de declaración significativa de la acción. [...] Dickey nos ha mostrado una fantasía sobre la violencia, no una consideración realista de ella.[...] Es posible realizar un enfoque sobre el hombre civilizado en confrontación con la naturaleza salvaje sin mostrar violaciones ni payasadas indios-vaqueros con un único afán sensacionalista».

## Escena mítica
La escena del duelo de banjos fue interpretada por el personaje de Drew (Ronny Cox) y un extraño chico discapacitado mentalmente pero muy habilidoso con el banjo, y que fue interpretado por un joven actor ocasional, Billy Redden, al que un banjista doblaba en los planos cortos. Este tenía 16 años y fue elegido en un casting organizado en su escuela del condado de Rabun, Georgia, donde se filmó parte de la película, y el actor declaró cuarenta años después que nunca ha salido de su localidad natal.
La música del duelo de banjos era una composición de 1954 de Arthur "Guitar Boogie" Smith, y estuvo nominada al Globo de Oro a la mejor canción original en la 30.ª edición de 1973. Los nominados fueron el propio Arthur Smith y Eric Weissberg. 

## Premios

### Premios Óscar

#### Nominaciones
- Mejor Película
- Mejor Director — John Boorman
- Mejor Montaje — Tom Priestley

### Otros premios
- New York Film Critics Circle for Best Film and Best Director

- Golden Globe Award for Best Motion Picture – Drama

- Golden Globe Award for Best Director – Motion Picture — John Boorman

- Golden Globe Award for Best Actor – Motion Picture Drama — Jon Voight

- Golden Globe Award for Best Original Song — Arthur "Guitar Boogie" Smith, Eric Weissberg, and Steve Mandel

- Golden Globe Award for Best Screenplay — James Dickey